# Rio Cachoeirão
Rio Cachoeirão är ett vattendrag i Brasilien.   Det ligger i delstaten Mato Grosso do Sul, i den södra delen av landet, 900 km sydväst om huvudstaden Brasília.
Omgivningarna runt Rio Cachoeirão är huvudsakligen savann. Runt Rio Cachoeirão är det mycket glesbefolkat, med 2 invånare per kvadratkilometer.